# Otton II (książę szczeciński)
Otton II (ur. ok. 1380, zm. 27 marca 1428) – książę szczeciński, syn Świętobora I z rodu Gryfitów. Panował w latach 1413-1428 współrządząc wraz z bratem Kazimierzem V.

## Życie i panowanie
W 1393, w wieku 14 lat, został z inicjatywy króla niemieckiego i czeskiego Wacława IV obrany przez kapitułę ryską na arcybiskupa Rygi. Papież Bonifacy IV poparł jednak na to stanowisko krzyżackiego kandydata Jana Wallenrode, który w październiku 1393 zajął miasto. W odpowiedzi, 10 września 1395 Świętobor I zawarł z Władysławem Jagiełłą przymierze, w celu zbrojnej rozprawy z Krzyżakami oraz w interesie syna. W lutym 1396 wojska litewsko-ruskie pod wodzą Witolda zajęły Rygę i osadziły na stolcu arcybiskupim – Ottona, jako koadiutora, który wraz z ojcem i bratem zawarł sojusz z Litwą. Jednak 23 lipca 1396 Witold zawarł porozumienie z Krzyżakami i Otton musiał latem 1397 opuścić Inflanty. Tytułu ryskiego arcybiskupa-koadiutora używał nadal do 1411, gdy zrezygnował zeń dla zawarcia małżeństwa z Agnieszką, córką Jana II, księcia meklemburskiego na Stargardzie i Sternbergu oraz Katarzyny-Wilheidy, córki Olgierda, wielkiego księcia litewskiego. Małżeństwo pozostało bezpotomne.
W 1409 został wraz z bratem dopuszczony przez ojca do współrządów, a dwa lata później sprawował regencję podczas wyprawy ojca do Ziemi Świętej (faktyczne rządy w księstwie, wraz z bratem, objął po śmierci Świętobora I w 1413). W 1412 brał udział w konflikcie zbrojnym z namiestnikiem brandenburskim Fryderykiem I, którego przy pomocy mieszczan szczecińskich pokonał 24 października w bitwie na Kremskiej Grobli. 
Dalsze wypadki konfliktu z Brandenburczykami doprowadziły do zagarnięcia przez nich części Marchii Wkrzańskiej w 1414, a trzy lata później Księstwo Szczecińskie zostało uznane za lenno Marchii Brandenburskiej. Nigdy jednak nie doszło do uznania przez książąt szczecińskich – zwierzchności nad księstwem. W 1420, mimo poparcia rycerstwa wielkopolskiego pod wodzą Jana z Czarnkowa, książę szczeciński poniósł klęskę, na skutek czego utracił kilka miast w Marchii Wkrzańskiej. Pięć lat później, wznowił działania wojenne z Brandenburczykami, przy poparciu Zygmunta Luksemburskiego, króla niemieckiego, które zakończyły się pokojem w Eberswalde (1427). Otton II odzyskał część ziemi wkrzańskiej. 
Zmarł 27 marca 1428. Został pochowany w kościele zamkowym św. Ottona w Szczecinie.

## Genealogia
| Barnim III Wielki ur. przed 1300 bądź w okr. 1303–1304 zm. 24 VIII 1368 | Barnim III Wielki ur. przed 1300 bądź w okr. 1303–1304 zm. 24 VIII 1368 |                                         |                                         | Agnieszka ur. na przeł. 1318/1319 zm. po 2 VI 1371 | Agnieszka ur. na przeł. 1318/1319 zm. po 2 VI 1371 |  |  | Albrecht Piękny ur. ok. 1319 zm. 4 IV 1361 | Albrecht Piękny ur. ok. 1319 zm. 4 IV 1361 |                                               |                                               | Zofia ur. ok. 1323 zm. 1372 | Zofia ur. ok. 1323 zm. 1372 |
|                                                                         |                                                                         |                                         |                                         |                                                    |                                                    |  |  |                                            |                                            |                                               |                                               |                             |                             |
|                                                                         |                                                                         |                                         |                                         |                                                    |                                                    |  |  |                                            |                                            |                                               |                                               |                             |                             |
|                                                                         |                                                                         | Świętobor I ur. ok. 1351 zm. 21 VI 1413 | Świętobor I ur. ok. 1351 zm. 21 VI 1413 |                                                    |                                                    |  |  |                                            |                                            | Anna ur. zap. 1360 zm. w okr. 18 IV–17 X 1391 | Anna ur. zap. 1360 zm. w okr. 18 IV–17 X 1391 |                             |                             |
|                                                                         |                                                                         |                                         |                                         |                                                    |                                                    |  |  |                                            |                                            |                                               |                                               |                             |                             |
|                                                                         |                                                                         |                                         |                                         |                                                    |                                                    |  |  |                                            |                                            |                                               |                                               |                             |                             |
|                                                                         |                                                                         |                                         |                                         |                                                    |                                                    |  |  |                                            |                                            |                                               |                                               |                             |                             |

|  |  |  |  | Otton II (ur. ok. 1380, zm. 27 III 1428) |

### Opracowania
- Kazimierz Kozłowski, Jerzy Podralski, Gryfici. Książęta Pomorza Zachodniego, Szczecin: Krajowa Agencja Wydawnicza, 1985, ISBN 83-03-00530-8, OCLC 189424372. Brak numerów stron w książce
- Edward Rymar, Rodowód książąt pomorskich, Szczecin: Książnica Pomorska im. Stanisława Staszica, 2005, ISBN 83-87879-50-9, OCLC 69296056. Brak numerów stron w książce
- Szymański J.W., Książęcy ród Gryfitów, Goleniów – Kielce 2006, ISBN 83-7273-224-8.

### Literatura dodatkowa (online)
- v. Bülow, Otto II., Herzog von Pommern (niem.) [w:] NDB, ADB Deutsche Biographie (niem.), [dostęp 2012-04-29].
- Madsen U., Otto II. Herzog von Pommern-Stettin (niem.), [dostęp 2012-04-29].